# Вита-Литовская
Вита-Литовская (рус. Вѣта-Литовская, Ві́та-Лито́вська) — историческая местность, расположенная между селом Пирогово, Конча-Заспой, Днепром и Жуковым островом.
С 1957 года входит в состав Киева.
Поселения на территории Виты-Литовской существовали со времён неолита. С 1602 года фигурирует как село Вита-Литовская. «При с. Литовская Вѣта устраивается временный перевозъ паромомъ.» Это название указывает на более древнее происхождение со времён, когда Киев находился в составе Великого княжества Литовского.
На территории местности расположен один из некрополей Киева — небольшое Вита-Литовское кладбище, созданное в 1905 году.